# Jean Alfred Gautier

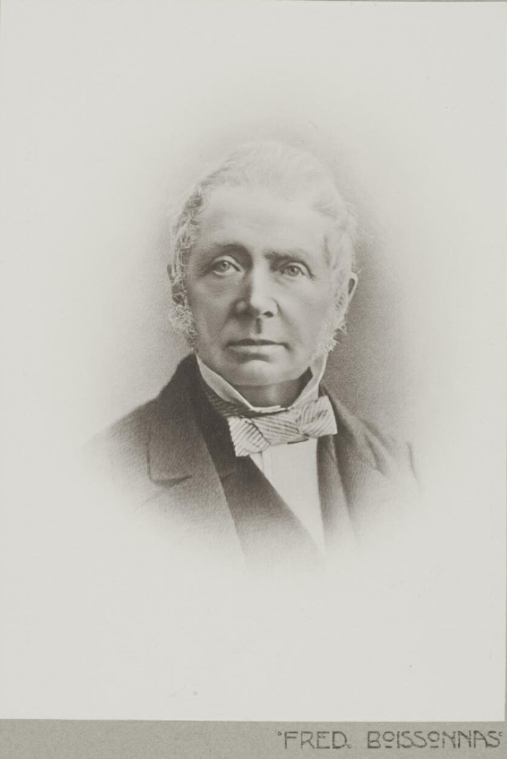
Undatiertes Porträtfoto von Frédéric Boissonnas

Jean Alfred Gautier (* 18. Juli 1793 in Cologny; † 30. November 1881 in Genf) war ein Schweizer Mathematiker und Astronom.

## Leben und Karriere
Er studierte bei Laplace, Lagrange und Legendre und war mit Herschel befreundet.
Er war Professor für Astronomie an der Akademie in Genf und von 1819 bis 1881 Direktor der Sternwarte. Er war Mitglied der Astronomical Society London.
Etwa gleichzeitig mit Rudolf Wolf und Johann von Lamont entdeckte er die kuriose Übereinstimmung des Zyklus der Sonnenfleckenaktivität mit der Variation des Erdmagnetfeldes.
Sein Neffe, Étienne Émile Gautier wurde ebenfalls Astronom.